# East West Bank Classic 2005
L'East West Bank Classic 2005 è stato un torneo di tennis giocato sul cemento.
È stata la 32ª edizione del East West Bank Classic, che fa parte della categoria Tier II nell'ambito del WTA Tour 2005.
Si è giocato al Home Depot Center di Carson, vicino a Los Angeles negli Stati Uniti, dall'8 al 14 agosto 2005.

## Campionesse

### Singolare
Kim Clijsters ha battuto in finale  Daniela Hantuchová con il punteggio di 6–4, 6–1

### Doppio
Elena Dement'eva /  Flavia Pennetta hanno battuto in finale  Angela Haynes /  Bethanie Mattek con il punteggio di 6–2, 6–4